# Чёрный квадрат (театр)
Театр-студия импровизации «Чёрный квадрат» — киевский театр-студия импровизации.

## История
Первые попытки организации студии были предприняты ещё в 1986 году, но замыслы энтузиастов воплотились в жизнь только пять лет спустя. Первый набор в «Чёрный Квадрат» состоялся 1 сентября 1991 года. Из 92 претендендов было отобрано 25, а после экзаменационного месяца в театре осталось 15 студийцев.
Изначально программными целями театра-студии «Чёрный Квадрат» стали:
- создание негосударственной учебной структуры, которая давала бы студентам профессиональное актёрское образование;
- поиск потенциально способных к актёрской деятельности людей, чей талант не привлек к себе внимания педагогов театральных ВУЗов;
- создание экспериментального постоянно действующего театра;
- создание вокруг студии окружения творческих свободно мыслящих молодых актёров, художников и драматургов;
- воспитание в зрителе тонкого художественного вкуса и активной гражданской позиции.

Уже 5 ноября 1991 года состоялся показ премьерного спектакля «Вороны вечером летят домой» — структурная импровизация по мотивам произведений Вольфганга Борхерта. Следующими работами студии стали моноспектакль «Черная Мария», «Банкет во время чумы» Александра Пушкина и «Пейзаж» Гарольда Пинтера, впоследствии в постоянный репертуар учебного театра вошли новая редакция «Ста тысяч» Ивана Карпенко-Карого, «Эндшпиль» Сэмюэла Бэккета и «Человеческий голос» Жана Кокто.
Основателем и художественным руководителем театра «Чёрный квадрат» является Анатолий Неелов, профессиональный режиссёр, создатель метода сценической импровизации, практикующий бизнес-тренер, автор системы «Искусство игротехники», актёр, режиссёр и бессменный руководитель студии в течение 18 лет.
Под его руководством за двадцать лет работы созданы и показаны более 120 оригинальных и классических спектаклей, разработана импровизационная игровая структура «Чёрный квадрат», сформированы актерские ансамбли и научно-методические системы. Коллектив является лауреатом городских, республиканских смотров-конкурсов и международных фестивалей. В активе театра около восьмидесяти наград — дипломов, грамот и призов, в том числе — Гран-при, Первые премии, звания лауреатов, награды за актерскую работу и т. д.

## Студия
Студия «Чёрного Квадрата» не имеет возрастных ограничений. Изначально педагогическая работа со студийцами производилась на совершенно безвозмездной основе, впоследствии за обучение стала взиматься чисто символическая плата. Многим учащимся была оказана профессиональная и эффективная помощь при поступлениях в специализированные театральные ВУЗы.
Набор в студию проводился ежегодно. Экзамены проводились в три тура на протяжении двух, двух с половиной месяцев. Из полутора тысяч поступающих (среднее значение) в третий тур проходило пятьдесят человек. Эти пятьдесят человек допускались непосредственно к занятиям, но через месяц отсеивалось еще двадцать пять человек. Оставшиеся продолжали работу как полноправные члены студии три месяца, сдавали выпускной теоретический экзамен и участвовали в спектаклях театра, и только пять-десять человек из них переходили в группу театра. Каждый год набор строился из условий проводимой исследовательской работы. Изучался вид игр, их структура, поведение человека в процессе игры, его состояния, отличие «игры» от «не игры». В настоящее время наборы в студию театра «Чёрный Квадрат» проводятся дважды в год — осенью (сентябрь) и зимой (февраль).

## Методика обучения
Творческий метод «Чёрного Квадрата» — авторский симбиоз традиционной актёрской техники и театра импровизации. Искусство игротехники рассматривает человека во взаимосвязи всех компонентов: эмоциональной, духовной и физической жизни. А своей главной задачей ставит развитие игровых талантов, которыми в принципе обладает каждый из нас.
Именно театральные техники преподаются в самом начале курса. Умение легко входить в изменённые состояния сознания определяет успешность дальнейшего обучения. Задачей первого этапа обучения является вернуть человека самому себя. Найти ту легкость и непринужденность поведения, которая свойственна детям, актёрам, гениям и просто свободному человеку. Второй этап — это расширение восприятия и осознания себя в этом мире. Опыт объективности по отношению к себе. Анализ и обучение методам эффективного общения. Третьим этапом идет развитие эмоциональности и чувственности. Умение четко и грамотно контролировать (или не контролировать, по желанию, а не случайности) поступки и ощущения. Параллельно этому развивается быстрота мышления, необходимая для мгновенного принятия необходимых, оптимальных решений.

## Искусствоимпровизации
«Чёрный Квадрат» — единственный на Украине театр-студия импровизации, работающий по творческому принципу «живой» актёрской игры, основанной на импровизации — способе театральной игры, когда произведение рождается «здесь и сейчас», становясь аутентичным и неповторимым. Актёры и зрители полностью вовлечены в действие, которое, как правило, неожиданно как для первых, так и для вторых.
Зимой 1994 года в студии встал вопрос о неготовности к выходу постановочного спектакля. Требовалось срочно решить, что показывать зрителю. И было принято решение, которое определили деятельность большой группы людей на многие годы, — играть чистую импровизацию.
18 декабря 1994 года состоялся показ первой шоу-импровизации «Чёрный Квадрат», собравшей аудиторию из 60 человек. В центре игрового зала была развёрнута четырехугольная ткань из чёрного бархата. Зрители расположились по периметру. Актеры в нейтральной одежде (чёрный низ, белый верх), выходящие на импровизационную сцену, создавали сюжеты в режиме чистой импровизации без единой «домашней заготовки». Игра получилась настолько увлекательной, что была принята за основу деятельности студии, которая с тех пор стала называться театром импровизации «Чёрный квадрат». И было решено, что импровизационная игра получит статус учебного упражнения, на которое допускается публика.

## Спектакли
- «Земля вращается со скрипом»
- «Лифчик Online»
- «Сказки усталых городов»
- «Страсти по Мураками»
- «Развод в пастельных тонах»
- «А-ля кобеля…»
- «Приглашение на рассвет»
- «Тамара и Демон»
- «Кафе разбитых сердец»
- «Свингеры»
- «Ночь Святого Валентина»
- «Невероятно, но… Фрейд»
- «Плоты»
- «Мафия» и многие другие...

Актёрский состав: Анатолий Неелов, Алексей Курилко, Василий Голованов, Полина Голованова, Евгений Волошенюк, Константин Данилюк, Дмитрий Басий, Оксана Брагинец, Наталья Казанцева, Вячеслав Никоноров, Михаил Спиваковский, Юрий Кляцкин, Сергей Федорчук, Ксения Хижняк, Андрей Бурлака, Ирина Когут, Александр Кириченко, Кирилл Никитенко, Елена Кострова, Мария Крушинская и другие.